# Radimisht
Radimisht – wieś położona w południowo-wschodniej części Albanii w gminie Erseka. W wyniku reformy samorządu lokalnego w 2015 r. miejscowość stała się częścią gminy Erseka.